# Spierziekte
Onder de term spierziekten vallen veel aandoeningen, zowel erfelijke als niet erfelijke, maar ze hebben allemaal één ding gemeen: ze tasten allemaal het bewegingsapparaat aan. 
We kunnen onder deze verlammende ziekten er een aantal onderscheiden die 'echte' spierziekten zijn, dat wil zeggen het defect of probleem zit in de spieren zelf of in de functionele keten van zenuwcel naar spier op het niveau van de motorische eindplaat of daarna, maar er zijn ook ziekten die het zenuwstelsel aantasten, waardoor de mogelijkheid om overigens normale spieren te prikkelen tot samentrekken verloren gaat. Een voorbeeld van het eerste type is myasthenia gravis, een voorbeeld van het tweede type polio. Een ziekte die niet in deze lijst te vinden is staat mogelijk onder neurologische aandoeningen.
Sommige spierziekten zijn dodelijk, omdat ze ook vitale organen zoals hart en ademhalingsspieren aantasten, maar lang niet alle spierziekten zijn zo ernstig.  
De Vereniging Spierziekten Nederland  is een belangenvereniging voor mensen die zelf een spierziekte hebben of in de naaste familie daarmee geconfronteerd worden.
De Vlaamse vereniging neuromusculaire aandoeningen is een patiëntenvereniging/zelfhulpgroep die zich sinds 1987 inzet voor het algemeen welzijn van mensen met een neuromusculaire aandoening (NMA).
Ongeveer 600 verschillende spierziekten worden hieronder genoemd. Een aantal ziekten komt ook in de tabel vaker voor, namelijk op verschillende alfabetische trefwoorden of met synoniemen.

## A
- Arthrogryposis multiplex congenita (AMC)
- Acetazolamide responsive myotonia congenita
- amyotrofische laterale sclerose (ALS)

## B
- Becker, spierdystrofie van
- Becker, ziekte van (BM)

## C
- Cardiomyopathie
- Carnitinedeficiëntie
- Central core disease
- Congenitale musculaire dystrofie (CMD)
- Congenitale vezeltype-disproportie (CFTD)
- Chronische idiopatische axonale poloneuropathie CIAP

## D
- Dermatomyositis (DM)
- Distale musculaire dystrofie (DD)
- Duchenne, ziekte van (DMD)
- Dunnevezelneuropathie (DVN)

## E
- Emery-Dreifuss, spierdystrofie van (EDS)

## F
- Facioscapulohumerale dystrofie (FSHD)

## G
- Guillain-Barré, syndroom van (GBS)

## H
- Hereditaire motorische en sensorische neuropathieën (HMSN)
- Hereditaire spastische paraparese (HSP)

## I
- Idiopathische neuralgische amyotrofie (INA)
- Inclusion body myositis (IBM)

## J
- Juveniele dermatomyositis (JDM)

## K
- Kearns-Sayre, syndroom van (KSsyn)

## L
- Laing spierdystrofie
- Laterale sclerose (LS)
- Limb-girdle-dystrofie  (LGD)

## M
- Metabole myopathieën
- Mitochondriële myopathie
- Monoclonal gammopathy of unknown significance polyneuropathie (MGUS)
- Myositis
- Myasthenia gravis (MG)
- Myositis
- Myogelosis
- Myotone dystrofie (Ziekte van Steinert, MD)
- Musculaire dystrofie (MD)

## N
- Nemaline myopathie
- Nonaka distale myopathie (Nona)

## O
- Oculofaryngeale spierdystrofie (OPMD)
- Oogspierziekten

## P
- Poliomyelitis
- Polymyalgia rheumatica
- Polymyositis
- Postpoliosyndroom (PPS)
- Primaire laterale sclerose (PLS)
- Progressieve spinale musculaire atrofie (PSMA)
- Potassium aggravated myotonia (kaliumgevoelige myotonie), fluctuerende, permanente en 'op Acetazolamide-reagerende myotonia congenita'

## R
- Rabdomyolyse
- Rigid spine syndroom (RSS)

## S
- Spierdystrofie (MD)
- Spierdystrofie van Becker
- Spinale musculaire atrofieën (SMA)
- Syndroom van Kearns-Sayre (KSsyn)

## T
- Ziekte van Thomsen (TM)

## U
- Udd distale spierdystrofie
- Ullrich congenitale spierdystrofie

## V
- Vezeltype-disproportie (CFTD)

## W
- Walker-Warburg, syndroom van (WWS)
- Welander spierdystrofie

## Z
- Ziekte van Curschmann-Steinert
- Ziekte van Duchenne (DMD)
- Ziekte van Landouzy-Déjerine
- Ziekte van McArdle
- Ziekte van Pompe (Gly II k) (kinderen)
- Ziekte van Pompe (Gly II v) (volwassenen)
- Ziekte van Steinert
- Ziekte van Strümpell